# Knut Fleckenstein
Pour les articles homonymes, voir Fleckenstein (homonymie).
Knut Fleckenstein, né le 20 décembre 1953 à Bad Nauheim, est un homme politique allemand, membre du Parti social-démocrate d'Allemagne (SPD).

## Biographie
Knut Fleckenstein est élu député européen lors des élections européennes de 2009 et réélu en 2014.
Au Parlement européen, il siège au sein de l'Alliance progressiste des socialistes et démocrates au Parlement européen. Au cours de la 7e législature, il est président de la délégation à la commission de coopération parlementaire UE-Russie et siège donc à la conférence des présidents des délégations. Il est également membre de la commission du transport et du tourisme.